# Amarysius
Amarysius is een kevergeslacht uit de familie van de boktorren (Cerambycidae). De wetenschappelijke naam van het geslacht werd voor het eerst geldig gepubliceerd in 1888 door Fairmaire.

## Soorten
Amarysius omvat de volgende soorten:
- Amarysius altajensis (Laxmann, 1770)
- Amarysius duplicatus Tsherepanov, 1980
- Amarysius minax Holzschuh, 1998
- Amarysius sanguinipennis (Blessig, 1872)
- Amarysius suturalis (Pic, 1906)